# Statit
Un statit (un cuvânt telescopat al cuvintelor „static” și „satelit”) este un tip ipotetic de satelit artificial care utilizează o velă solară pentru a modifica continuu orbita sa în moduri care nu ar fi posibile doar prin gravitație. De obicei, un statit ar folosi vela solară pentru a „pluti” într-o locație care altfel nu ar fi disponibilă ca orbită geosincronă stabilă. Au fost propuși statiți care ar rămâne în poziții fixe, la mare altitudine, deasupra polilor Pământului, folosind lumina solară reflectată pentru a contracara gravitația care i-ar trage în jos. Statiții ar putea, de asemenea, să își folosească velele pentru a schimba forma sau viteza orbitelor mai convenționale, în funcție de scopul specific al statitului.
Conceptul de statit a fost inventat independent și aproximativ în aceeași perioadă de către Robert L. Forward (care a creat termenul „statit”) și Colin McInnes, care a folosit termenul „orbită halo” (a nu se confunda cu tipul de orbită halo descoperit de Robert Farquhar). Ulterior, termenii „orbită non-kepleriană” și „punct Lagrange artificial” au fost folosiți ca o generalizare a termenilor de mai sus.
Până în prezent nu a fost instalat niciun statit, deoarece tehnologia velelor solare este încă la început. Misiunea cu pânze solare Sunjammer anulată de NASA avea obiectivul declarat de a zbura către un punct Lagrange artificial în apropierea punctului L1 Pământ/Soare, pentru a demonstra fezabilitatea conceptului sistemului de avertizare Geostorm pentru furtuni geomagnetice propus de Patricia Mulligan de la NOAA. A fost propusă o constelație de statiți pentru realizarea unei întâlniri cu un obiect interstelar.